# As Jerusalem Burns...
As Jerusalem Burns - The Demo es la primera grabación de estudio de Melechesh. Las canciones más tarde fueron completamente regrabadas como parte de As Jerusalem Burns...Al'Intisar. Antes de esta sesión de grabación, se grabaron dos cintas de ensayo, una de las cuales incluía una canción titulada "As Jerusalem Burns" (no debe confundirse con la pista completamente diferente "As Jerusalem Burns...Al'Intisar").

## Lista de pistas
1. "Planetary Rites"
2. "Assyrian Spirit"
3. "Sultan of Mischief"
4. "The Sorcerers of Melechesh"
5. "Baphomet's Lust"

- Datos: Q4802918